# Lu Parker
Lu Parker, de son nom de naissance Frances Louise Parker, née le 3 décembre 1970 à Anderson en Caroline du Sud, est une journaliste et animatrice de radio américaine, qui a été élue Miss USA 1994.

## Biographie
En 1994, elle est couronnée Miss USA 1994, puis participe à l'élection de Miss Univers 1994, en terminant à la 6e place.
Après les concours de beauté, Lu Parker a travaillé comme journaliste à la télévision pour la chaine américaine KABB (en), avant de devenir l'hôte de différentes rubriques.
Elle est également apparue souvent dans l'émission Larry King Live et sur E! Entertainment Television.